# Дзанотелли, Сильвио
Си́львио Дзаноте́лли (итал. Silvio Zanotelli; род. 3 января 1988, Тренто) — итальянский кёрлингист, участник чемпионатов Европы и мира.
Играет в основном на позиции третьего.

## Достижения
- Первенство Европы по кёрлингу среди юниоров: золото (2006), бронза (2007).

## Команды
| Сезон   | Четвёртый          | Третий             | Второй                  | Первый            | Запасной Тренер                                | Турниры                         |
| ------- | ------------------ | ------------------ | ----------------------- | ----------------- | ---------------------------------------------- | ------------------------------- |
| 2003—04 | Жоэль Реторна      | Джорджо Да Рин     | Davide Corbellari       | Mirco Ferretti    | Сильвио Дзанотелли тренер: Родгер Густаф Шмидт | ЧМЮ 2004 (7 место)              |
| 2004—05 | Сильвио Дзанотелли | Davide Michielli   | Давиде Дзанотелли       | Massimo Micheli   | Lorenzo Olivieri тренер: Alessandro Lettieri   | ЗЕЮОФ 2005 (5 место)            |
| 2004—05 | Жоэль Реторна      | Джорджо Да Рин     | Davide Corbellari       | Mirco Ferretti    | Сильвио Дзанотелли                             | ЧМЮ 2005 (10 место)             |
| 2005—06 | Джорджо Да Рин     | Сильвио Дзанотелли | Давиде Дзанотелли       | Lorenzo Olivieri  | Симоне Гонин тренер: Alessandro Lettieri       | ПЕКЮ 2006 · ЧМЮ 2006 (10 место) |
| 2006—07 | Джорджо Да Рин     | Сильвио Дзанотелли | Давиде Дзанотелли       | Massimo Micheli   | Mirco Ferretti тренер: Alessandro Lettieri     | ПЕКЮ 2007                       |
| 2007—08 | Жоэль Реторна      | Сильвио Дзанотелли | Марко Мариани           | Алессандро Дзиза  | Давиде Дзанотелли тренер: Фабио Альвера        | ЧЕ 2007 (10 место)              |
| 2007—08 | Жоэль Реторна      | Сильвио Дзанотелли | Джанпаоло Дзандеджакомо | Давиде Дзанотелли |                                                |                                 |
| 2008—09 | Жоэль Реторна      | Сильвио Дзанотелли | Давиде Дзанотелли       | Жюльен Жанр       |                                                |                                 |
| 2009—10 | Жоэль Реторна      | Сильвио Дзанотелли | Давиде Дзанотелли       | Жюльен Жанр       | Джорджо Да Рин тренер: Фабио Альвера           | ЧМ 2010 (10 место)              |
| 2010—11 | Жоэль Реторна      | Сильвио Дзанотелли | Давиде Дзанотелли       | Mirco Ferretti    | Даниэле Феррацца тренер: Даниэль Рафаэль       | ЧЕ 2010 (11 место)              |
| 2011—12 | Жоэль Реторна      | Сильвио Дзанотелли | Давиде Дзанотелли       | Марко Мариани     | Марко Паскале тренер: Даниэль Рафаэль          | ЧЕ 2011 (10 место)              |

(скипы выделены полужирным шрифтом)